# Bulbophyllum dubium
Bulbophyllum dubium là một loài phong lan thuộc chi Bulbophyllum.